# Тюхтетский округ
Тюхте́тский о́круг — административно-территориальная единица (округ) в западной части Красноярского края России.
В рамках организации местного самоуправления муниципальное образование Тюхтетский муниципальный округ.
Административный центр — село Тюхтет, в 294 км к западу от Красноярска.

## География
Площадь территории 9339 км².
Сопредельные территории:
- север: Енисейский район
- восток: Бирилюсский район
- юго-запад: Большеулуйский район
- юг: Боготольский район
- запад: Кемеровская область и Томская область

## История
В марте-апреле 2020 года Тюхтетский муниципальный район и входящие в его состав сельские поселения были преобразованы в муниципальный округ, переходный период до 1 января 2021 года. На уровне административно-территориального устройства соответствующий район был преобразован в Тюхтетский округ со 2 августа 2021 года.

## Население
| 2002   | 2009  | 2010  | 2011  | 2012  | 2013  | 2014  |
| ------ | ----- | ----- | ----- | ----- | ----- | ----- |
| 10 386 | ↘8889 | ↘8858 | ↘8820 | ↘8662 | ↘8503 | ↘8392 |
| 2015   | 2016  | 2017  | 2018  | 2019  | 2021  |       |
| ↘8308  | ↘8227 | ↘8151 | ↘8077 | ↘7908 | ↘7905 |       |

## Территориальное устройство, населённые пункты
| №  | Населённый пункт | Тип              | Население |
| -- | ---------------- | ---------------- | --------- |
| 1  | Алексеевка       | деревня          | 3         |
| 2  | Безручейка       | деревня          | 56        |
| 3  | Белогорка        | деревня          | 9         |
| 4  | Васильевка       | село             | 150       |
| 5  | Верх-Четск       | посёлок          | 230       |
| 6  | Двинка           | деревня          | ↘266      |
| 7  | Зареченка        | село             | 475       |
| 8  | Ивановка         | деревня          | 0         |
| 9  | Красинка         | село             | ↘143      |
| 10 | Куликовка        | деревня          | 19        |
| 11 | Лазарево         | село             | →394      |
| 12 | Ларневка         | деревня          | 182       |
| 13 | Леонтьевка       | село             | 299       |
| 14 | Никольск         | деревня          | 44        |
| 15 | Новомитрополька  | село             | 349       |
| 16 | Оскаровка        | село             | 60        |
| 17 | Пасечное         | деревня          | 140       |
| 18 | Поваренкино      | село             | 281       |
| 19 | Покровка         | деревня          | 127       |
| 20 | Пузаново         | деревня          | 67        |
| 21 | Романовка        | деревня          | 34        |
| 22 | Рубино           | село             | 2         |
| 23 | Соловьёвка       | деревня          | 164       |
| 24 | Сплавной         | посёлок          | 150       |
| 25 | Тюхтет           | село, адм. центр | ↘4727     |
| 26 | Усть-Чульск      | деревня          | 31        |
| 27 | Хохловка         | деревня          | 74        |
| 28 | Черкасск         | деревня          | 22        |
| 29 | Чиндат           | посёлок          | 9         |
| 30 | Чиндат           | село             | 135       |
| 31 | Чистый Ручей     | деревня          | 30        |

Упразднены при преобразовании района в округ: посёлки Изотово, Николаевка, деревня Усть-Тойловка.

## Местное самоуправление
Тюхтетский окружной совет депутатов
Дата формирования: 13.09.2020. Срок полномочий: 5 лет. Состоит из 15 депутатов.
Председатель окружного совета депутатов
- Петрович Виктор Степанович.

Глава Тюхтетского муниципального округа
- Дзалба Геннадий Петрович. Дата избрания — 13.11.2020. Срок полномочий: 5 лет.
- с 2023 года - Олег Николаевич Тимофеев

территориальные подразделения администрации Тюхтетского муниципального округа
- Зареченское
- Лазаревское
- Леонтьевское
- Новомитропольское
- Поваренкинское
- Чиндатское

## Транспорт
Связь с краевым центром осуществляется по автодороге федерального значения «Байкал» (маршрут М-53). Ближайшая железнодорожная станция в г. Боготол расположена на расстоянии 40 км от районного центра.
Всего в районе 248 км дорог, из которых 223 км дорог общего пользования и 25 км межпоселенческих.
С севера на юг протянулся более чем на 200 км. С востока на запад на 60—70 км. Дороги имеют направление лучиков, которые исходят из центра, то есть села Тюхтета.
Главные из них:
Тюхтет — Новомитрополька (на восток от Тюхтета), 24 км.
Тюхтет — Пасечное (на север от Тюхтета), 114 км.
Тюхтет — Чистый Ручей (на север, затем на северо-восток от Тюхтета),
Тюхтет — Изотово (на северо-запад от Тюхтета),
Тюхтет — Двинка (на запад от Тюхтета), 25 км.
Тюхтет — Аскаровка (на юго-запад от Тюхтета),
Тюхтет — Пузаново (на юг, затем на запад от Тюхтета),
Тюхтет — Лазарево (на юг, затем на восток от Тюхтета),
Тюхтет — Боготол (на юг от Тюхтета) 40 км.

## Образование
По состоянию на 1 марта 2008 года в Тюхтетском районе были:
- 3 учреждения дошкольного образования
- 20 учреждений общего образования
  - 7 средних общеобразовательных школ (№ 1 и № 2 в Тюхтете, Двинская, Леонтьевская, Новомитропольская, Зареченская и Кандатская)
  - 4 основные общебразовательные школы (Лазаревская, Поварёнкинская, Чульская и Красинская)
  - 7 начальных общеобразовательных школ (Усть-Чульская, Соловьёвская, Пузановская, Ларневская, Покровска, Пасечная и Оскаровская)
  - Школа-детский сад «Солнышко»
  - Учреждение дополнительного образования детей «Центр внешкольной работы»
  - Молодёжный центр «Успех»

В Тюхтете работает Межшкольный методический центр. В профессиональном училище ПУ-77 готовятся кадры для сельского хозяйства.